# ОШ „Петар Кочић” Козлук
ОШ „Петар Кочић” је једна од основних школа на подручју града Зворник. Налази се у Улици Дринска 70 у Козлуку. Име је добила по Петру Кочићу српском књижевнику и политичару. Сматра се једним од првих писаца модерне у српској књижевности, али и личношћу која је својим животом и политичком делатношћу постала узор различитим политичким струјама у потоњој историји српског народа.

## Историјат
Народна основна школа у Козлуку почела је да ради у септембру 1886, са 41 учеником. Школска зграда, са три учионице и станом за учитеље, подигнута је 1888. године. Наставу је изводио углавном један учитељ, а најдуже је радио Данило Станишић. Учитељ Неџиб Чардић, као припадник Народне одбране, са још 15 оптужених био је осуђен на 
смрт на Велеиздајничком процесу у Бањој Луци (1915–1916). Почетком Првог свјетског рата настава је прекинута, а поново је организована школске 1916/1917. године. Током Другог свјетског рата школа је имала дуже прекиде у раду, а од августа 1945. настава је редовно извођена. Године 1946. уписано је 56 ученика, 1948. – 273, а 1952. – 318. Прва генерација ученика уписана је у пети разред школске 1951/52. године. Школа је постала централна 1958, а у њен састав ушле су четворогодишње подручне школе у селима: Скочић (отворена 1886), Тршић (1921), Кисељак (1951; припојена 1990. школи у Роћевићу), Роћевић (1952; школске 1968/69. постала је самостална) и Малешић (1961). Нови школски објекат у Козлуку саграђен је 1959, а од 1960. школа носи садашњи назив. Године 1974. изграђени су савремена и већа школска зграда, сала за физичко васпитање и спортски терени. Школске 1991/1992. наставу је похађало 1.055 ученика, а школске 2010/2011. – 552 ученика. У Одбрамбено-отаџбинском рату 1992–1995. школа је радила са краћим прекидима. Школске 2021/2022. имала је укупно 381 ученика. У централној школи у Козлуку била су 253 ученика, а у подручним петогодишњим школама: Малешић – осам, Скочић – 48 и Тршић – 72. Наставу су реализовала 42 наставника, два вјероучитеља православне и један исламске вјеронауке. Школа је 1976. добила Мајску награду БиХ, а 1986. награду „Хасан Кикић“. Школска библиотека имала је око 10.000 књига (2021/2022). Зидне новине „Први кораци“ покренуте су 1959, а касније су штампане као ђачки лист. Осамдесетих година ХХ вијека лист је престао да излази.